# STARS (三代目 J SOUL BROTHERS from EXILE TRIBEの曲)
「STARS」（スターズ）は、三代目 J SOUL BROTHERS from EXILE TRIBEの29枚目のシングル。2023年2月1日にrhythm zoneから発売された。

## 概要
- 前作「JSB IN BLACK」から約1年4か月ぶりのCDシングル。表題曲は「R.Y.U.S.E.I.」手掛けたプロデューサーstyが「R.Y.U.S.E.I. pt.2」をテーマに書き下ろした楽曲。いわば「R.Y.U.S.E.I.」のアンサーソング。
- 表題曲「STARS」のミュージックビデオは、浜松市南区（当時。現在の浜松市中央区）の中田島砂丘での撮影となった[6]。
- 収録曲「この宇宙の片隅で」は、2023年1月5日に先行配信された[7]。
- 収録曲「REPLAY」は、映画『貞子DX』の主題歌であり、2022年10月7日にデジタル・シングルとしてリリースされていた[8][9]。
- 2023年2月から8月にかけて『"STARS" MEET&GREET TOUR』を行った[10]。

## チャート成績
- 初週10.3万枚を売り上げ、2023年2月13日付のオリコン週間ランキングで初登場1位を獲得した。26枚目のシングル「Movin' on」以来、2年9か月ぶり、通算8作目の1位となった。デビューシングル「Best Friend's Girl」から29作連続でTOP10入りとなった。[11]
- 2023年2月8日公開（集計期間：2023年1月30日～2月5日）のBillboard JAPAN 総合ソング・チャート“JAPAN HOT 100”で、初登場で総合首位となった。総合首位獲得は、2019年8月の「SCARLET feat. Afrojack」以来、約3年半ぶりとなった[3]。

## 収録曲

### CD
1. STARS [3:41]
作詞：sty、作曲：Dirty Orange・sty
日本テレビ系『それって!?実際どうなの課』2月エンディングテーマ
2. この宇宙の片隅で[4:09]
作詞：ØMI・UTA・SUNNY BOY、作曲：UTA
ライブフィルム『JSB3 LIVE FILM / RISING SOUND』主題歌
3. REPLAY [3:21]
作詞：ZERO、作曲：Matt Ermine
KADOKAWA映画『貞子DX』主題歌[12]
4. Ⅶ CROWNS [3:58]
作詞：ZERO、作曲：RICO GREENE・CHRIS HOPE
5. STARS (Instrumental) [3:41]
6. この宇宙の片隅で (Instrumental) [4:09]
7. REPLAY (Instrumental) [3:21]
8. Ⅶ CROWNS (Instrumental) [3:56]

### DVD/Blu-ray
1. STARS (Music Video)
2. この宇宙の片隅で (Music Video)
3. STARS (Behind the scenes)
4. この宇宙の片隅で (Behind the scenes)

## 収録アルバム
| 収録アルバム    | 楽曲             | 曲順 |
| --------------- | ---------------- | ---- |
| Land of Promise | REPLAY           | 2    |
| Land of Promise | STARS            | 3    |
| Land of Promise | VII CROWNS       | 4    |
| Land of Promise | この宇宙の片隅で | 6    |